# Paheri
Paheri (p3-ḫrỉ, „Az égbeli” vagy p3-ḥr-r(w)-ỉ) ókori egyiptomi hivatalnok volt a XVIII. dinasztia idején; Neheb (el-Kab) és Armant polgármestere.
Főleg sírjából, az el-Kab-i EK3 sírból ismert. Apja Iti-ru, a király fiának nevelője volt, így családja közeli kapcsolatban állt a királyi családdal. Anyjának, Keminek az apja Jahmesz, Abana fia, az egyiptomi flotta kapitánya a hükszoszok elleni szabadságharc alatt. Paheri reliefekkel díszített sírja a legszebb állapotban fennmaradt XVIII. dinasztia kori sírok közé tartozik, ami azt is mutatja, a város milyen fontos szerepet töltött be ebben az időben. A sír egy kápolnából áll, amelyből akna vezet le a föld alatti sírkamrába. A sír nyugati falán mezőgazdasági és a halottkultusszal kapcsolatos jeleneteket ábrázolnak, a keletin pedig egy hatalmas ünnepség jeleneteit. A hátulsó falba vájt szoborfülkében három szobor áll: Paheri, felesége, Henuterneheh és anyja, Kemi szobra. A fal többi részét életrajzi felirat borítja.
A sírban Paherit „a király fiának nevelője”-ként említik; egy jelenet ábrázolja, amint a térdén tartja I. Thotmesz fáraó fiát, Uadzsmesz herceget. Egy másik jelenetben áldozatot mutat be Uadzsmesznek és a fáraó egy másik fiának, Amenmosze hercegnek.

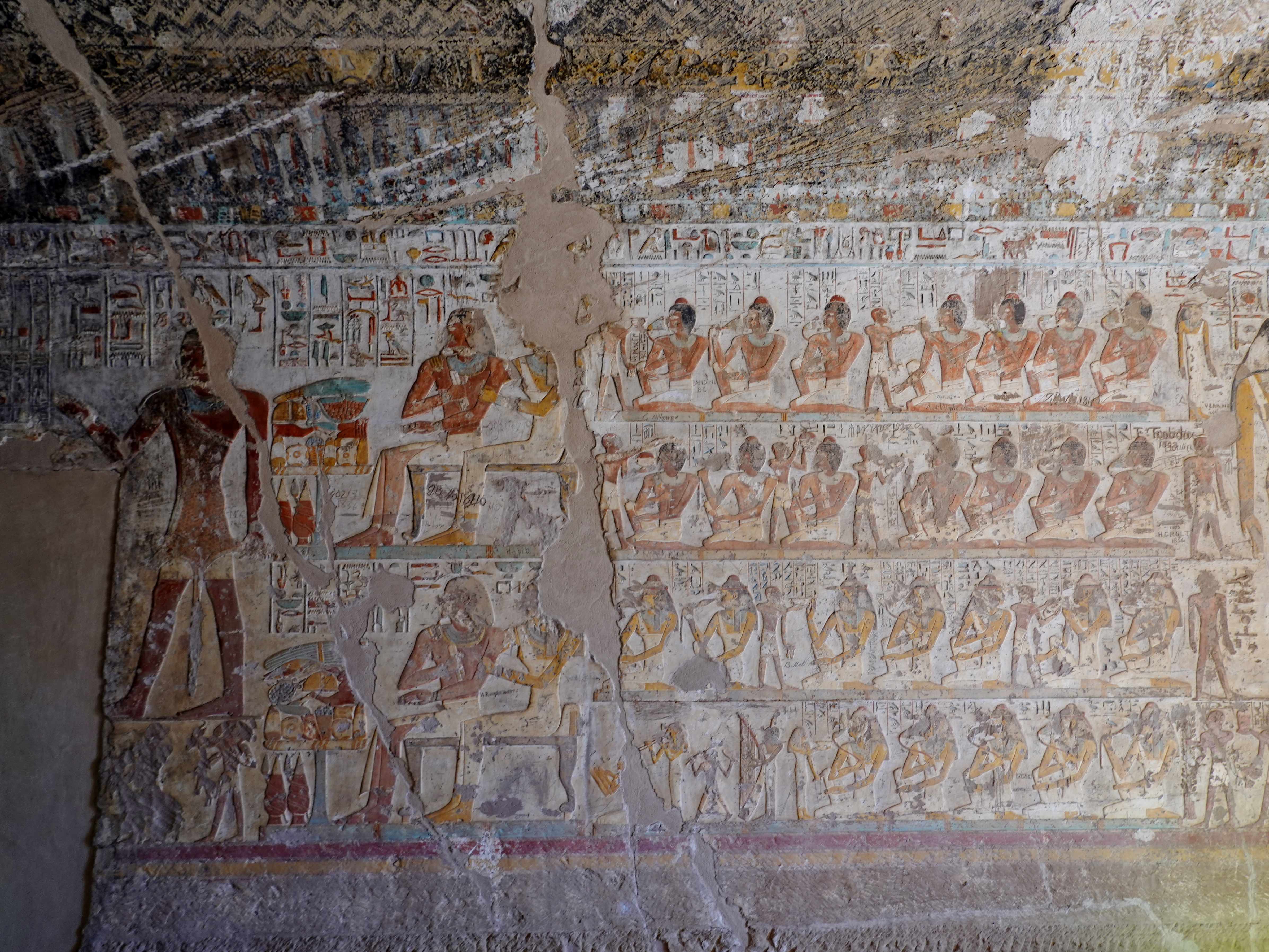
Jelenet Paheri sírjából

## Fordítás
Ez a szócikk részben vagy egészben  a   Paheri című német Wikipédia-szócikk ezen változatának fordításán alapul.  Az eredeti cikk szerkesztőit annak laptörténete sorolja fel. Ez a jelzés csupán a megfogalmazás eredetét és a szerzői jogokat jelzi, nem szolgál a cikkben szereplő információk forrásmegjelöléseként.